# 101省道 (江西省)
101省道（S101、简称昌万公路、昌万线）是江西的一条省道西起南昌市南昌县瑶湖西侧的昌东镇，途径进贤县、余干县，东至上饶市万年县汪家乡与 206国道相接，途中于高速公路有两个相接出入口分别是相接 福银高速 宜丰联络线以及 济广高速；全长104公里。
该公路与2002年6月开始建设于2004年6月26日通车，主线总长108.9公里，连接线长5．92公里，共有7座大桥，总投资近6亿。
昌东镇到麻丘镇一段被划出101省道，起点挪到麻丘镇，使得总长度变短。根据2014年出台的《江西省省道网规划（2013-2030年）》，S101将调整为乐化至恒湖农场公路。

## 路段数据
| 里程 （公里） | 城市   | 起点   | 终点   | 道路等级 | 长度 （公里） | 车道数 | 路面宽度 （米） | 设计时速 （公里/小时） |
| ------------- | ------ | ------ | ------ | -------- | ------------- | ------ | --------------- | ---------------------- |
| 25            | 南昌市 | 南昌县 | 进贤县 | 二级     | 25            | 2      | 15              | 80                     |
| 108           | 上饶市 | 余干县 | 万年县 | 二级     | 83            | 2      | 9               | 65、80                 |

表内数据来自

## 行经乡镇市区
- 南昌市
  - 南昌县
    - 昌东镇－麻丘镇－塘南镇－泾口乡

  - 进贤县
    - 三阳集乡－三里乡
- 上饶市
  - 余干县
    - 瑞洪镇－三塘乡－洪家嘴乡－玉亭镇（余干县城）－古埠镇

  - 万年县
    - 齐埠乡－汪家乡

走向参考